# Ouvrage du Mauvais-Bois
L'ouvrage du Mauvais-Bois est un ouvrage fortifié de la ligne Maginot, situé sur la limite entre les communes de Laix et de Villers-la-Montagne, dans le département de Meurthe-et-Moselle.
C'est un petit ouvrage d'infanterie comptant trois blocs. Construit à partir de 1931, il a été plutôt épargné par les combats de juin 1940.

## Position sur la ligne
Faisant partie du sous-secteur de Morfontaine dans le secteur fortifié de la Crusnes, l'ouvrage du Mauvais-Bois, portant l'indicatif A 4, est intégré à la « ligne principale de résistance » entre les casemates d'intervalle de Laix (C 13) à l'ouest et de Morfontaine (C 14) à l'est, à portée de tir des canons des gros ouvrages de Latiremont (A 3) plus à l'ouest et de Bréhain (A 6) plus à l'est.

## Description
L'ouvrage est composé en surface de trois blocs de combat, avec en souterrain des magasins à munitions, des stocks d'eau, de gazole et de nourriture, des installations de ventilation et de filtration de l'air, une usine électrique et une caserne, le tout relié par des galeries profondément enterrées. L'énergie est fournie par deux groupes électrogènes, composés chacun d'un moteur Diesel Renault 6-115 (six cylindres, délivrant 54 ch à 750 tr/min) couplé à un alternateur. Le refroidissement des moteurs se fait par circulation d'eau.
Il devait être équipé en 2e cycle de deux tourelles de 75 mm R modèle 1932 et de deux entrées plus éloignées, finalement ajournées, qui auraient surdimensionné la puissance du secteur fortifié.
Le bloc 1 sert d'entrée en même temps que de casemate d'infanterie flanquant vers l'est. Elle est armée avec un créneau mixte pour JM/AC 47 (jumelage de mitrailleuses et canon antichar de 47 mm), une cloche JM (jumelage de mitrailleuses) et deux cloches GFM (guetteur et fusil-mitrailleur, dont une sert d'observatoire avec un périscope, indicatif O 8).
Le bloc 2 est une casemate d'infanterie flanquant vers l'ouest. Elle est armée avec un créneau mixte pour JM/AC 47, un autre créneau pour JM et deux cloches GFM.
Le bloc 3 est un bloc-tourelle, armé avec une tourelle de mitrailleuses et deux cloches GFM.

## Histoire
En juin 1940, l'ouvrage est régulièrement bombardé sans attaque de la part de l'infanterie allemande.

## L'ouvrage aujourd'hui
Revendu par l'Armée française, il a été peu de temps après entièrement dépourvu de ses équipements, intégralement envoyés à la ferraille.